# 쉰톈
쉰톈(Xuntian, 중국어: 巡天; 병음: Xúntiān, Chinese Survey Space Telescope, CSST, 중국어: 巡天空间望远镜)은 현재 개발 중인 계획된 중국 우주망원경이다. 이 망원경은 직경 2미터(6.6피트)의 주경을 특징으로 하며 허블 우주 망원경보다 300~350배 더 넓은 시야를 가질 것으로 예상된다. 이를 통해 망원경은 10년에 걸쳐 2.5기가픽셀 카메라를 사용하여 하늘의 최대 40%를 촬영할 수 있다.
쉰톈은 2026년 창정 5B호 로켓으로 발사되어 약간 다른 궤도 단계에서 톈궁 우주정거장과 공동 궤도를 돌게 될 예정이며, 이를 통해 정거장과 주기적으로 도킹할 수 있다.

## 같이 보기
- 허블 우주망원경
- 제임스 웹 우주망원경
- 낸시 그레이스 로먼 우주망원경